# Dubai Tennis Championships 2012 - Qualificazioni singolare maschile
Le qualificazioni del singolare  maschile del Dubai Tennis Championships 2012 sono state un torneo di tennis preliminare per accedere alla fase finale della manifestazione. I vincitori dell'ultimo turno sono entrati di diritto nel tabellone principale. In caso di ritiro di uno o più giocatori aventi diritto a questi sono subentrati i lucky loser, ossia i giocatori che hanno perso nell'ultimo turno ma che avevano una classifica più alta rispetto agli altri partecipanti che avevano comunque perso nel turno finale.

## Teste di serie
1. Lukáš Lacko (qualificato)
2. Malek Jaziri (ultimo turno)
3. Tatsuma Itō (ultimo turno)
4. Marsel İlhan (primo turno)

1. Michael Berrer (qualificato)
2. Rik De Voest (primo turno)
3. Grega Žemlja (ultimo turno)
4. Andrej Golubev (qualificato)

## Qualificati
1. Lukáš Lacko
2. Andrej Golubev

1. Michael Berrer
2. Marco Chiudinelli

## Tabellone qualificazioni

### 1ª sezione
|  | Primo turno | Primo turno     | Primo turno     | Primo turno | Primo turno |  |  | Ultimo turno | Ultimo turno | Ultimo turno | Ultimo turno | Ultimo turno |  |
|  |             |                 |                 |             |             |  |  |              |              |              |              |              |  |
|  | 1           | Lukáš Lacko     | Lukáš Lacko     | 6           | 7           |  |  |              |              |              |              |              |  |
|  | Alt         | Abdullah Maqdas | Abdullah Maqdas | 2           | 6(1)        |  |  | 1            | Lukáš Lacko  | Lukáš Lacko  | 6            | 6            |  |
|  |             | Dominik Meffert | Dominik Meffert | 2           | 4           |  |  | 7            | Grega Žemlja | Grega Žemlja | 4            | 4            |  |
|  | 7           | Grega Žemlja    | Grega Žemlja    | 6           | 6           |  |  |              |              |              |              |              |  |

### 2ª sezione
|  | Primo turno | Primo turno         | Primo turno         | Primo turno | Primo turno |  |  | Ultimo turno | Ultimo turno   | Ultimo turno | Ultimo turno | Ultimo turno |  |
|  |             |                     |                     |             |             |  |  |              |                |              |              |              |  |
|  | 2           | Malek Jaziri        | Malek Jaziri        | 6           | 6           |  |  |              |                |              |              |              |  |
|  | WC          | Mohammed Al-Nabhani | Mohammed Al-Nabhani | 1           | 2           |  |  | 2            | Malek Jaziri   | 3            | 6            | 3            |  |
|  |             | Jurij Ščukin        | Jurij Ščukin        | 1           | 2           |  |  | 8            | Andrej Golubev | 6            | 0            | 6            |  |
|  | 8           | Andrej Golubev      | Andrej Golubev      | 6           | 6           |  |  |              |                |              |              |              |  |

### 3ª sezione
|  | Primo turno | Primo turno        | Primo turno        | Primo turno | Primo turno |  |  | Ultimo turno | Ultimo turno   | Ultimo turno   | Ultimo turno | Ultimo turno |  |
|  |             |                    |                    |             |             |  |  |              |                |                |              |              |  |
|  | 3           | Tatsuma Itō        | Tatsuma Itō        | 6           | 6           |  |  |              |                |                |              |              |  |
|  | WC          | Hamad Abbas Janahi | Hamad Abbas Janahi | 1           | 2           |  |  | 3            | Tatsuma Itō    | Tatsuma Itō    | 610          | 63           |  |
|  | WC          | Rajeev Ram         | Rajeev Ram         | 3           | 3           |  |  | 5            | Michael Berrer | Michael Berrer | 712          | 7            |  |
|  | 5           | Michael Berrer     | Michael Berrer     | 6           | 6           |  |  |              |                |                |              |              |  |

### 4ª sezione
|  | Primo turno | Primo turno        | Primo turno       | Primo turno | Primo turno |  |  | Ultimo turno       | Ultimo turno       | Ultimo turno       | Ultimo turno | Ultimo turno |  |
|  |             |                    |                   |             |             |  |  |                    |                    |                    |              |              |  |
|  | 4           | Marsel İlhan       | 4                 | 6           | 3           |  |  |                    |                    |                    |              |              |  |
|  |             | Arnau Brugués-Davi | 6                 | 4           | 6           |  |  | Arnau Brugués-Davi | Arnau Brugués-Davi | Arnau Brugués-Davi | 5            | 4            |  |
|  |             | Marco Chiudinelli  | Marco Chiudinelli | 6           | 6           |  |  | Marco Chiudinelli  | Marco Chiudinelli  | Marco Chiudinelli  | 7            | 6            |  |
|  | 6           | Rik De Voest       | Rik De Voest      | 4           | 1           |  |  |                    |                    |                    |              |              |  |